# Tetrile
Tetrile (trinitrofenilmetilnitroamina) è un nitroderivato aromatico con formula C6H2 (NO2)3∙N∙NO2∙CH3.
La sintesi avviene per nitrazione della dimetilanilina in miscela solfonitrica; ha un punto tecnico di fusione di 129 °C. Sensibile all'urto, è impiegato come detonatore e siccome le sue qualità esplosive sono nettamente superiori a quelle del trinitrotoluene, i due esplosivi miscelati sono stati largamente usati specialmente durante la guerra mondiale nel caricamento di torpedini e bombe.